# Distretto di Chaghcharan
Il distretto di Chaghcharan è uno dei più popolati distretti dell'Afghanistan nella provincia del Ghowr (115.000 abitanti nel 2005).
Il territorio è montagnoso, l'inverno rigido e a causa della neve le strade sono inaccessibili. Capoluogo del distretto è la città di Chaghcharan, situata a 2268 m s.l.m. La siccità affligge notevolmente l'agricolutra, che resta tuttavia la principale fonte di reddito. Nella città vi sono un ospedale e una scuola secondaria che però, a causa delle difficoltà negli spostamenti, sono inaccessibili alle popolazioni rurali.
La maggioranza della popolazione è Aimak Hazara.